# Tadeu Manfredi
Tadeu Manfredi (Taddeo Manfredi) va ser fill de Guiu Antoni Manfredi del que son germà Astorgi II Manfredi va usurpar la senyoria sobirana de Faenza. Va ser senyor sobirà d'Imola del 1441 al 15 de juliol de 1467 i del desembre del 1467 a l'11 de maig del 1473.
Va ser capità de l'exèrcit de Florència del 1443 al 1448, de l'exèrcit de Nàpols del 1448 al 1452, i altre cop de Florència el 1452.
Va ser també senyor de Mordano, Bagnara i Bubano, fins a l'11 de maig de 1473
Va morir passat el 1482. Estava casat amb Marsobilia Pio di Savoia, filla de Galàs Pio de Savoia consenyor de Carpi. Va ser el pare de Guidaccio (cavaller milanes des del 1472, capità de l'exèrcit de Florència, mort després del 1499, casat amb Fiordelisa Sforza, filla natural legitimada de Francesc I Sforza duc de Milà); Sigismondo (capità de l'exèrcit de Florència, mort després del 1503), Taddea i Zaffira (enverinada pel seu marit Pino III Ordelaffi senyor de Forli el 14 de juny de 1473).